# Ugo Frigerio
Ugo Frigerio (Milaan, 16 september 1901 - Garda, 7 juli 1968) was een Italiaans atleet gespecialiseerd in het snelwandelen.

## Loopbaan
Frigerio won op achttienjarige leeftijd tijdens de Olympische Zomerspelen 1920 in het Belgische Antwerpen de gouden medaille op de 3 en 10 kilometer snelwandelen. Vier jaar later prolongeerde Frigerio zijn titel op de 10 kilometer, de 3 kilometer stond niet op het programma. In 1928 stond het snelwandelen niet op het programma vanwege de vele discussies over diskwalificaties. In Olympische Zomerspelen 1932 stond het snelwandelen weer op het programma ditmaal op de weg over de afstand van 50 kilometer, Frigerio won tijdens deze spelen de bronzen medaille. Zowel in 1924 als in 1932 was Frigerio de Italiaanse vlaggendrager bij de openingsceremonie.

## Titels
- Olympisch kampioen 3 km snelwandelen - 1920
- Olympisch kampioen 10 km snelwandelen - 1920, 1924

## Palmares

### 3 km snelwandelen
- 1920:  OS - 13.14,2

### 10 km snelwandelen
- 1920:  OS - 48.06,2
- 1924:  OS - 47.49,0

### 50 km snelwandelen
- 1932:  OS - 4:59.06

1912: George Goulding ·
1920: Ugo Frigerio ·
1924: Ugo Frigerio ·
1948: John Mikaelsson ·
1952: John Mikaelsson
- Bibliothèque nationale de France: cb166300746 (data)
- World Athletics: 14558712
- International Standard Name Identifier: 0000 0004 5098 5979
- Virtual International Authority File: 316737894